# Edwin B. Crocker
Pour les articles homonymes, voir Crocker.
Edwin Bryant Crocker, né le 26 avril 1818 à Jamesville (New York) et mort le 24 juin 1875 à Sacramento, est un juge de la Cour suprême de Californie, fondateur du Crocker Art Museum à Sacramento.

## Biographie
Fils d'Isaac et Elizabeth Crocker, il est diplômé en génie civil de l'Institut polytechnique Rensselaer puis en droit à South Bend dans l'Indiana où il se fait une forte réputation comme abolitionniste. En juin 1850, il perd une affaire civile contre un propriétaire d'esclaves pour avoir aidé quatre esclaves à s'échapper du Kentucky. En juillet de la même année, il prend part à la convention du Liberty Party de Syracuse (New York) où il relate son histoire d’évasion d’esclaves. En juin 1851, il intervient à la convention chrétienne d'État anti-esclavagiste à Indianapolis et en août 1852, il est nommé comme délégué d'Indiana à la convention du Parti du sol libre. En 1852, il s'installe à Sacramento où il reprend sa carrière juridique. 
Crocker est également impliqué en politique. Le 8 mars 1856, il préside la première réunion d'État du Parti républicain. En 1863, le gouverneur Leland Stanford le nomme juge associé de la Cour suprême de Californie, poste qu'il occupe du 21 mai 1863 au 2 janvier 1864. En 1863, des élections ont lieu pour tous les sièges à la Cour suprême en raison d'un amendement de 1862 à la constitution californienne et d'une loi de 1863. Crocker choisit alors de se retirer plutôt que de se faire réélire.
L'année suivante, il accepte de servir de conseiller juridique pour le Central Pacific Railroad, une société qui comprend dans ses dirigeants son frère cadet Charles Crocker. Edwin B. Crocker exerce les fonctions d'avocat du Central Pacific lors de la construction du premier chemin de fer transcontinental.
En juin 1869, il est victime d’un accident vasculaire cérébral. Il se retire de ses autres activités et, avec une valeur nette d'un million de dollars provenant d'investissements ferroviaires, il voyage avec sa famille à travers l'Europe et collectionne des œuvres d'art. [14] Sa famille, sous l’égide de sa femme Margaret, rénove leur maison pour inclure une galerie d'art qui va devenir le Crocker Art Museum. 
Le 24 juin 1875, il meurt à Sacramento. Il est inhumé au Sacramento Historic City Cemetery (en).